# 萊克縣 (南達科他州)
萊克縣（英語：Lake County）是美國南達科他州東部的一個縣。面積1,489平方公里。根據美國2000年人口普查，共有人口11,276人。縣治麥迪遜 (Madison)。
成立於1873年1月。縣名源自當地湖泊眾多的地理特徵。